# 咲嬉
咲嬉（さき、1985年（昭和60年）6月21日 - ）は、日本の女優、タレント、元グラビアアイドル、実業家。旧芸名は瀬戸 早妃（せと さき）。

## 来歴・人物
宮城県仙台市出身。兄弟は兄2人。
仙台市立南材木町小学校、仙台市立八軒中学校、宮城県第二女子高等学校卒業。血液型はA型。
特技・趣味は、陸上競技（長距離走）、水泳、硬筆、絵画、ピアノ、カラオケ、英会話、音楽鑑賞。
芸能人女子フットサルチーム『carezza』の元メンバー。
小学生英会話講師資格を取得し、芸能活動と並行し塾の講師もしている。教えている科目は英数国だと自身のTwitterで語っている。
高校在学中、スカウトされたことがきっかけ（一度スカウトされたとき、断ったがその後に興味を持ち事務所に履歴書を送った）で芸能界入り。グラビアアイドルとして活動を始める。2003年、『ミスマガジン2003』にエントリーし、ミス週刊少年マガジンに選ばれる。その後、女優・タレントとして、舞台・ドラマ・バラエティーなど各方面で活動。
2008年12月11日発行の夕刊フジで瀬戸が述べているところでは、休業した理由の一つに、グラビアに力を入れたいという事務所側の意向と、本格的に演技活動へシフトしたいという本人の意向の食い違いが影響しているという。
休業中の2007年12月から半年間、ニューヨークで語学・ダンス・歌のレッスンを積む。
2008年にサンズからダイアックスへ事務所を移籍し、映画「空へ-救いの翼 RESCUE WINGS-」より芸能活動を再開。その後、エヌアンドエスプロモーションへ移籍。
2013年、プロダクション尾木へ移籍。2017年、ウェスタへ移籍。グラビアアイドルを卒業し、女優業に完全にシフト。
2018年8月 女性用アパレル通信販売やセレクトショップを運営する株式会社プリエーヴを設立する。
2019年5月15日、咲嬉（さき）への改名を発表。
2019年5月27日、ミュージカル俳優で歌手の田代万里生と結婚することを明らかにした。

## エピソード
- 2006年2月、舞台「Kiss Me You」上演中に左膝前十字靱帯を損傷、2006年9月に手術を受けた。
- ミスマガジンでは本命視されながらグランプリを逃すが（その年のグランプリは岩佐真悠子）、ヤングマガジンの表紙と巻頭グラビアを単独で飾ったのは2007年の9号（1月29日発売）が初めてであった。

## 出演

### 映画
- ソウル攻略 韓城攻略（2005年） - サヤ 役
- 空へ-救いの翼 RESCUE WINGS-（2008年、角川映画） - 横山姪子 三等空曹 役
- ナナとカオル 第2章（2012年9月、バップ） - 橘満子 役
- ハッピーネガティブマリッジ Part1,Part2（2014年） - 秋緒志麻子 役
- ラブストーリーズ2 「ゆれる心」（2016年） - 主演・美咲 役[10][11]

### テレビ
- プレミアの巣窟（2005年4月 - 9月、フジテレビ）

### テレビドラマ
- ドゥニチラブ 第7話（2003年、tvkほか）
- 17才夏。 第10話 グッバイサマー（2003年、朝日放送） - ジュン 役
- 19borders（2004年、BS日テレ） - 松山多恵 役
- ナショナル劇場 水戸黄門（TBS）
  - 第33部 第10話『やんちゃ姫の姉探し』（2004年6月21日） -  松姫 役
  - 第34部～第37部（2005年1月 - 2007年4月) - 坂口美加 役
- はるか17（2005年7月 - 9月、テレビ朝日） - 佐倉ユリ 役
- 花より男子（2005年10月 - 12月、TBS） - 浅井百合子 役
- 劇団演技者。 男の夢（2006年1月11日 - 2月8日） - 横山 役
- ドラマ・コンプレックス 都立水商!（2006年3月28日、日本テレビ） - 小山真理 役
- ドラマ24 下北GLORY DAYS（2006年4月 - 7月、テレビ東京） - 田嶋みのり 役
- 嫌われ松子の一生（2006年10月 - 12月、TBS） - レイコ 役
- 花より男子2 リターンズ（2007年1月 - 3月、TBS）- 浅井百合子 役
- ドラマW 震度0（2007年、WOWOW） - 麻生ひとみ 役
- 金曜プレステージ（フジテレビ）
  - 白衣の天使は見た〜外科病棟殺人カルテ（2008年12月12日） - 江川澄子 役
  - 山村美紗サスペンス 黒の滑走路4（2014年5月2日） - 高橋翠 役
- ドラマ版ふたりエッチ（2011年） - 菊池みゆき 役
- 月曜ゴールデン 十津川警部シリーズ45（2011年10月10日、TBS） - 五十嵐くみ 役
- タンクトップファイター 第5話（2013年5月23日、TBS） - 上条明子 役
- 秋のドラマ特別企画 命〜天国のママへ〜（2013年11月11日、TBS） - 木津麗美 役
- ホワイト・ラボ〜警視庁特別科学捜査班〜 第1話（2014年4月14日、TBS） - 広瀬奈央 役
- 花咲舞が黙ってない 第1話・第2話（2014年4月16日・23日、日本テレビ） - 彩奈 役
- 土曜ワイド劇場 再捜査刑事・片岡悠介8（2015年8月8日、テレビ朝日） - 前島美雪 役
- ドクターX〜外科医・大門未知子〜 第5シリーズ（2017年12月14日、テレビ朝日） - 検事 役
- リーガルV〜元弁護士・小鳥遊翔子〜 第7話（2018年11月29日、テレビ朝日）

### ラジオ
- デジタル・チャリティー・ミュージックソン2005年メインパーソナリティー（2005年12月23日正午 - 24日正午、LFX488）
- 瀬戸早妃のねえ!こっち向いて（新潟放送・東北放送・岐阜放送）
- サンズRainbow Kiss（Kiss-FM KOBE）
- TOKYO AFTER6（Suono Dolce）

### 舞台
- Kiss Me You 〜頑張ったシンプー達へ〜
- 舞台版 こちら葛飾区亀有公園前派出所 ～30周年だよ！おいしいとこ取りスペシャル！！～ - 少女 サキ 役
- 2LDK（2010年5月2日、青山円形劇場） - 橘ラナ 役
- TAKA-BAN produce.1「～if～(ある不思議な運命の物語)」（2011年11月2日 - 6日、千本桜ホール）
- Infinite「イケメン金融工学」（2012年7月25日 - 29日、SPACE107）
- wonder × works「満州夜曲」（2012年10月17日 - 21日、俳優座劇場）
- コーサ・ノストラの掟（2012年11月1日 - 4日、CBGKシブゲキ!!）
- 舞台版地獄少女（2016年11月9日 - 13日、CBGKシブゲキ!!） - 骨女役
- 紅き谷のサクラ〜幕末幻想伝 新選組零番隊〜（2017年1月12日 - 15日、天王洲銀河劇場） - 雛森アキ 役[12]
- ミュージカル座公演「ママの恋人」（2019年8月7日‐12日、中目黒キンケロ・シアター）

### 携帯サイト
- アイドルがイッパイ（アイパイ）

### オリジナルビデオ
- 必殺キャバ嬢（2011年2月2日、アルバトロス）
- 舞姫 〜ディーヴァ〜（2011年6月3日、アルバトロス）

## 書籍

### 写真集
- Cutie Cubic ― 瀬戸早妃ファースト写真集（2003年、アクアハウス）
- 瀬戸早妃写真集「CLOVER」（2004年、竹書房）
- 瀬戸早妃〜私生活〜（2004年、アスコム）
- 瀬戸早妃写真集「TOUGH & PIECE」（2005年、小学館）
- 月刊 瀬戸早妃（2005年12月、新潮社）
- 花カヲル（2006年4月、彩文館出版）
- 月刊 瀬戸早妃II（2008年12月、新潮社）

### 雑誌
- 特冊新鮮組DX（2010年5月号、発行日：2010年4月6日、出版社：竹書房、雑誌コード：06681-5）撮り下ろし表紙＆巻頭グラビア。

## 作品

### イメージDVD
- セトサキ（2002年）
- Pure 素顔の17歳（2003年）
- Feminine （2003年）
- ミスマガジン2003 瀬戸早妃（2003年）
- 瀬戸早妃 Fruit Panic（2004年）
- Graduation（2004年）
- 瀬戸早妃 clover（2004年）
- 瀬戸早妃 HEAT WAVE（2005年）
- 瀬戸早妃/甘い君の記憶（2005年）
- LOVE 瀬戸早妃（2006年）
- TOUGH&PEACE（2006年）
- 瀬戸早妃/せ・と・さ・き（2006年）
- 早妃みだれる（2010年）